# Im Nin'alu
Im Nin'alu är en sång av Ofra Haza, utgiven som singel 1987. Den återfinns på albumet Yemenite Songs, utgivet i november 1984. "Im Nin'alu" blev en stor hit och toppade listorna i Finland, Grekland, Norge, Portugal, Spanien, Schweiz och Västtyskland. Därtill nådde den första plats på European Hot 100 Singles samt andra plats på Sverigetopplistan. Låten bygger på den jemenitisk-judiska dikten Im Nin’alu.